# تحصیل چملا
تحصیل چملا (به انگلیسی: Chamla) یک تحصیل در پاکستان است که در خیبر پختونخوا واقع شده‌است.